# Estação Ferroviária de Salgueirinha
A Estação Ferroviária de Salgueirinha é uma interface ferroviária desactivada da Linha de Vendas Novas, que servia a localidade de Foros de Salgueirinha, no concelho de Coruche, em Portugal.

## Descrição

### Vias de circulação e plataformas
Em Janeiro de 2011, possuía 2 vias de circulação, ambas com 506 metros de comprimento.

## História
Em Agosto de 1902, a Companhia Real dos Caminhos de Ferro Portugueses já tinha determinado quais as estações e apeadeiros a construir no projecto da Linha de Vendas Novas, não tendo ficado programada a instalação de quaisquer estações ou apeadeiros entre Quinta Grande e Lavre. Com efeito, a Linha de Vendas Novas foi inaugurada em 15 de Janeiro de 1904, mas esta interface só entrou ao serviço em 1938; nesse ano, a Direcção-Geral de Caminhos de Ferro anunciou no Diário do Governo n.º 130, Série II, de 7 de Junho que um despacho de 3 de Junho tinha aprovado o projecto de aditamento ao aviso ao público A n.º 375, anunciado a abertura à exploração deste apeadeiro, então no PK 39,818 da Linha de Vendas Novas.